# Kloster St. Marien

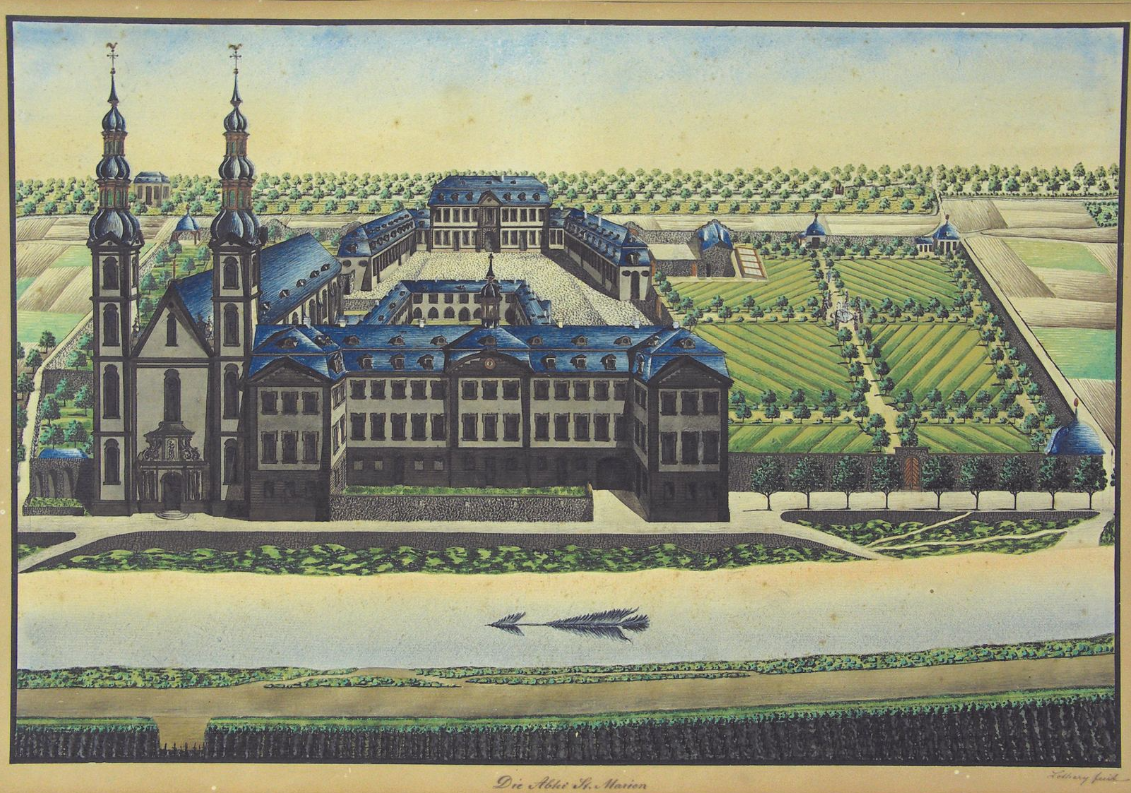
Die Abtei St. Marien am Ufer in Trier, um 1794

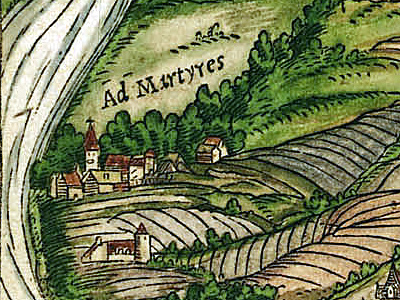
Sankt Marien, links die Mosel, 1550 (aus Sebastian Münsters Cosmographiae Universalis)

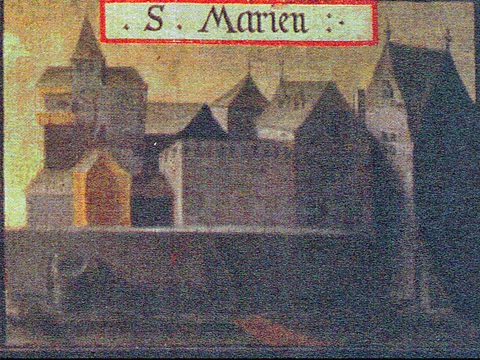
Abbildung des Klosters St. Marien auf dem Trierer Gerichtsbild von 1589

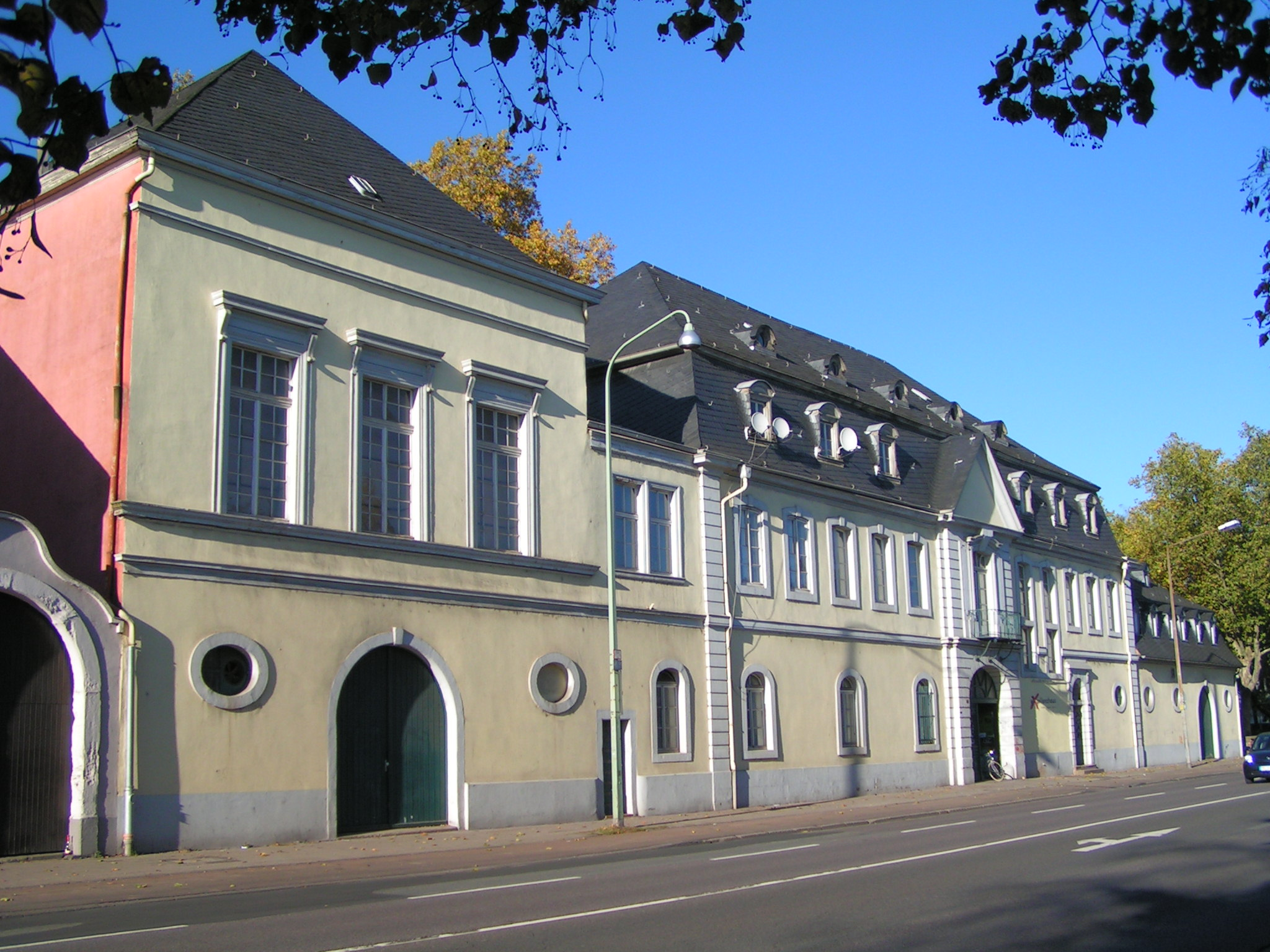
Der erhaltene Ostflügel: Ehemalige Klosterrückseite und heutiges Jugendzentrum ExHaus

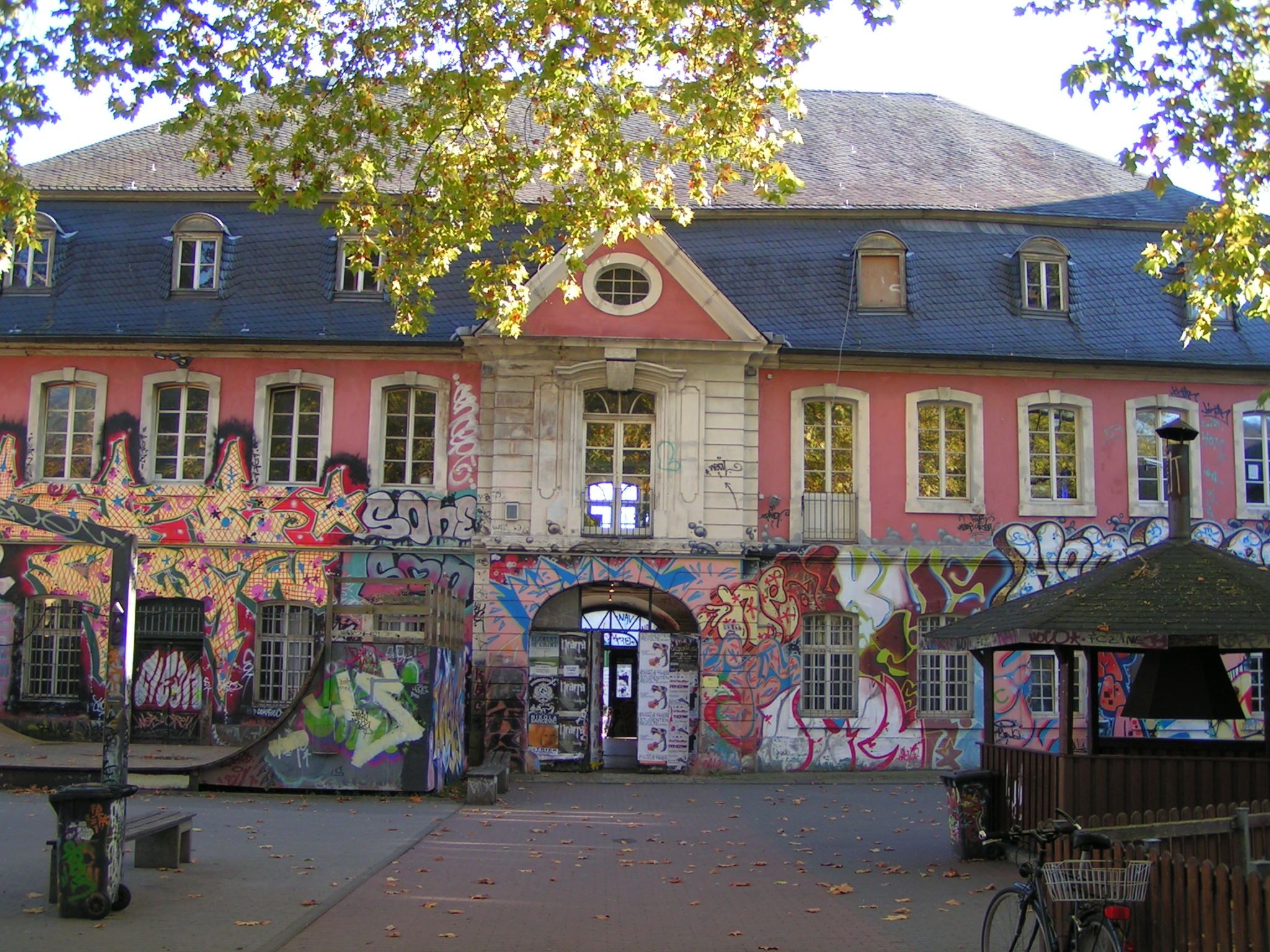
Die Rückseite des Ostflügels mit Graffiti des Jugendzentrums

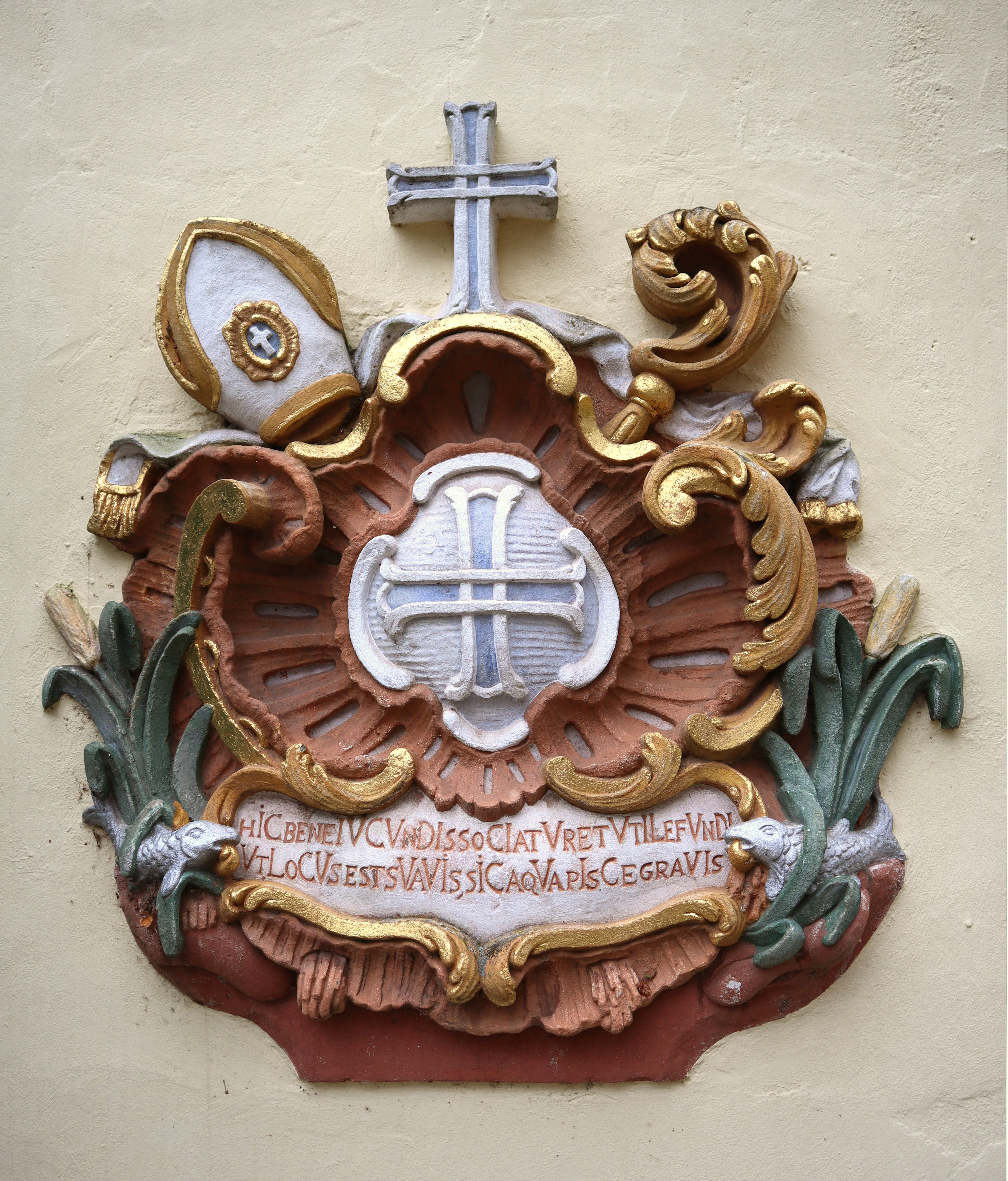
Wappen (1765) am Landhaus des Klosters, Trier, Am Stadion 1

Das Kloster St. Marien oder St. Maria ad ripa (lat., dt. St. Maria am Ufer, d. h. am Moselufer), ab dem 12. Jahrhundert St. Maria ad martyres (lat., dt.  St. Maria zu den Märtyrern), war ein bischöfliches Kloster vor den nördlichen Stadtmauern von Trier, im heutigen Trier-Nord. Nach wechselvoller Geschichte folgte 1972 die Umwidmung zum Jugendzentrum Exzellenzhaus (ExHaus).
Das Kloster war eine der vier großen Benediktinerabteien außerhalb der Trierer Stadtmauern. Die Abtei hatte ihre Anfänge im 7. Jahrhundert und wurde unter Napoleon aufgelöst und teilweise abgerissen. Die verbliebenen Gebäude wurden im 19. Jahrhundert zunächst als Kaserne, dann als Verwaltungssitz der in Trier stationierten preußischen Divisionskommandeure genutzt.
Einer Überlieferung zufolge war hier die älteste Residenz der Trierer Bischöfe in der Zeit Konstantins des Großen, bis der Bischof in den Trierer Dom überwechselte.

## Geschichte
Im 7. Jahrhundert errichteten hier Benediktiner ein Kloster, dessen Front zur Mosel zeigte. Mindestens bis 975 waren hinter dem Hauptaltar der Abteikirche die Gebeine des im 7. Jahrhundert verstorbenen Heiligen Beatus von Trier untergebracht.
Im Normannensturm im April 882 wurde St. Marien stark beschädigt. Im 10. Jahrhundert lebten zeitweilig Kanoniker in St. Marien.
Von 1006 bis 1015 kam es zur „Moselfehde“, einem Streit um den Bischofsstuhl des Trierer Erzbistums. Obwohl der Erzbischof Megingod päpstlich bestätigt war, konnte sich der Gegenkandidat Adalbero von Luxemburg neun Jahre lang in Trier halten. Er vertrieb die Mönche aus dem bischöflichen Kloster St. Marien und ersetzte sie durch Kanoniker. Erst nach dem Tod von Megingod kam es zu einer Einigung der Parteien, und 1017 erlangte der Nachfolger Megingauds, Poppo von Babenberg, den Trierer Bischofssitz zurück. Fast unmittelbar darauf ließ Poppo das Kloster wieder herrichten, und noch im gleichen Jahr konnten die Mönche nach St. Marien zurückkehren. Poppo war es auch, der die Gebeine von St. Beatus in ein Kloster vor Koblenz überführen ließ, aus dem später die Koblenzer Kartause hervorging; die genauen Gründe für die Übereignung lassen sich heute nicht mehr klären.
Im 12. Jahrhundert nahm St. Marien als Reaktion auf die weit verbreitete Heiligenverehrung den Namen St. Marien ad martyres an. Das Kloster blühte und wurde zeitweilig reicher als die nahe Abtei St. Martin. Im 14. Jahrhundert begannen jedoch wirtschaftliche Schwierigkeiten.

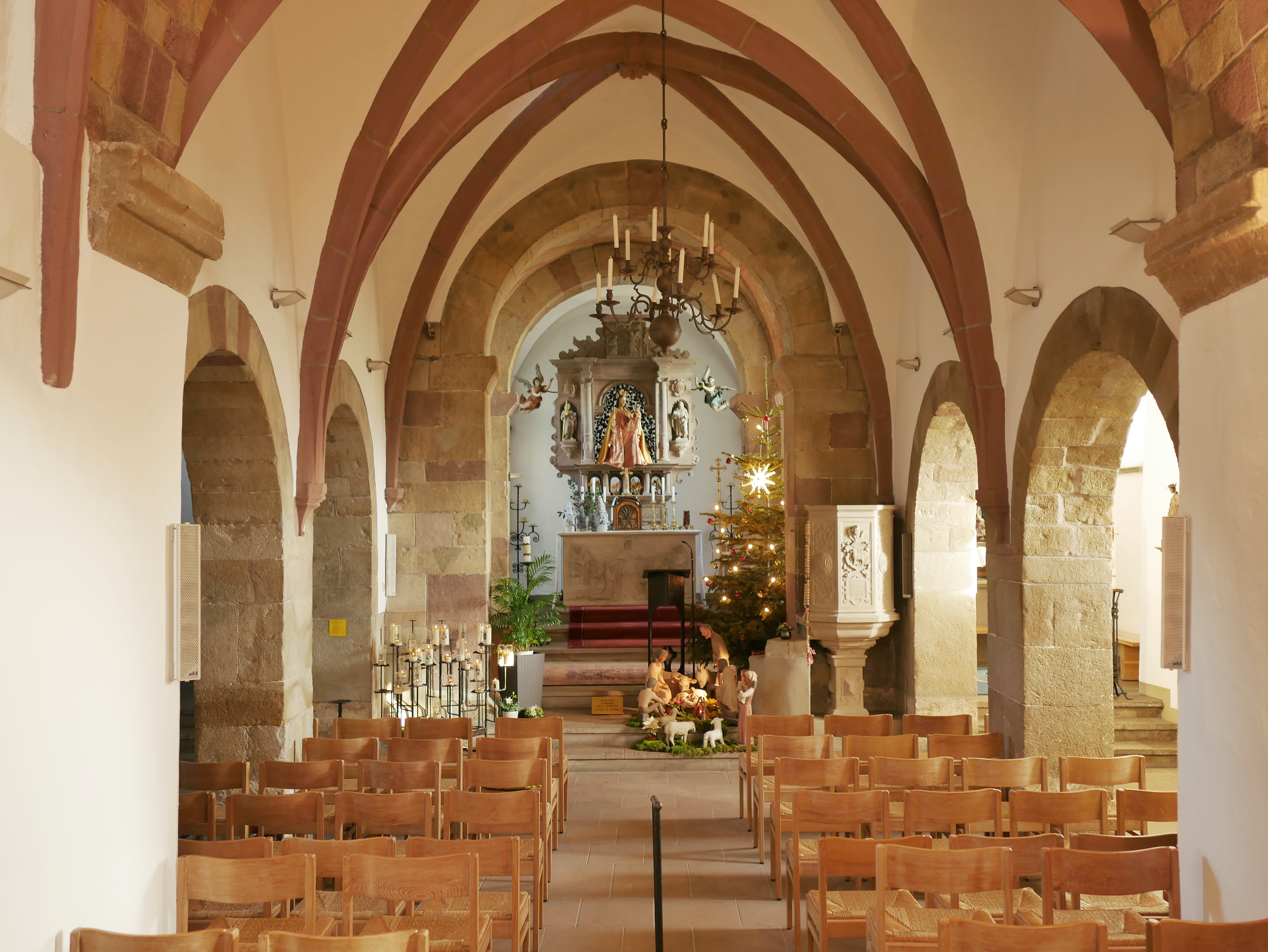
Wallfahrtskapelle Giersterklaus

Zweimal musste das Kloster nach Zerstörungen neu aufgebaut werden. Berüchtigt war seine Niederreißung 1675 durch die Franzosen, während des Holländischen Krieges. Deren Kommandeur, Graf Vignory, ließ alle Gebäude außerhalb der Stadtbefestigung niederreißen, um Angreifern weder Deckung noch Unterschlupf zu bieten (siehe Schlacht an der Konzer Brücke). Das Kloster St. Marien ließ er verschont. Nachdem aber bald darauf ein Sturz vom Pferd Graf Vignory das Leben gekostet hatte, befahl dessen Nachfolger, Marschall Créquy, den Abriss auch dieses Klosters. Um 1730 wurde die Klosteranlage im Barockstil neu gestaltet. 

### Auflösung und Teilabriss des Klosters und Zeit danach
Nach der Eroberung Triers 1794 durch die Franzosen, zu Beginn der französischen Revolutionskriege, diente es nach Vertreibung der Mönche als Kaserne. Nach erfolgter Säkularisation 1797 wurden, zur Zeit Napoléon Bonapartes, die Klosterkirche und Teile der Wohngebäude zwischen 1804/05 und 1807 abgerissen. Nur der Ostflügel (die Rückseite des Klosters) verblieb. Nachdem Trier auf dem Wiener Kongress an Preußen gefallen und Teil der Rheinprovinz geworden war, nutze die preußische Armee das Gebäude. Zeitweilig lebte auf dem Areal der jeweilige Trierer Divisionschef. Von diesen Offizieren leitet sich der heutige Name des Exhauses ab: Vom Generalleutnant aufwärts stand ihnen in Preußen die Anrede „Exzellenz“ zu. Die ursprünglich wohl nur umgangssprachliche Bezeichnung Exzellenzhaus hielt dann irgendwann Einzug in den offiziellen Sprachgebrauch und wurde schließlich zu Exhaus verkürzt.
Als Hinterlassenschaft der Klosterzeit sind in der Region mehrere Hofhäuser (Kasel, Wiltingen, ...) und die Wallfahrtskapelle Mariä Himmelfahrt (Girsterklause) erhalten.
Erst nach dem Ersten Weltkrieg verließ das Militär das Gebäude, in dem daraufhin Verwaltung untergebracht wurde. Nach dem Zweiten Weltkrieg benutzten die in Trier stationierten Franzosen den Bau als Lagerräume. Unter anderem wurden im Keller die Kartoffeln untergebracht, die die Bauern der Umgebung als Steuern zu entrichten hatten. In den 50er und 60er Jahren wurde nicht mehr das gesamte Gebäude genutzt, und es verfiel zunehmend.
Am 9. Mai 1972 wurde von jungen Leuten, darunter dem späteren Trierer Oberbürgermeister Helmut Schröer, der Verein Exzellenzhaus als selbstverwaltetes Jugendzentrum gegründet, das heute vor allem Jugendkulturarbeit durchführt. Der ehemalige Klosterbau wurde daraufhin von der Stadt Trier zum Jugendzentrum „Exzellenzhaus“, üblicherweise abgekürzt als „ExHaus“, umgestaltet. 1980 musste der Südteil wegen Baufälligkeit geschlossen werden. Ab 1983 wurde das Gebäude schrittweise saniert, musste aber wegen Baumängeln 2019 komplett geschlossen werden.

## Äbteliste
| Name                                    | Amtszeit  |
| --------------------------------------- | --------- |
| Deodat                                  | 973       |
| Hildebold                               | 980       |
| Warinarius                              | 1000      |
| Uroldus [Uraldus]                       | 11. Jh.   |
| Bernhard                                | 1115      |
| Petrus                                  | 1136      |
| Ludwig                                  | 1153      |
| Rainbald                                | 1162      |
| Hermann                                 | 1196      |
| Dietrich                                | 1201      |
| Richard von der Brücke                  | 1220      |
| Theodor                                 | 1242      |
| Robert von Warsberg-Rollingen           | 1261–1263 |
| Ägidius von Manderscheid                | 1263      |
| Peter                                   | 1278      |
| Theodor                                 | 1285      |
| Ja...                                   | 1293      |
| Walram                                  | 1307      |
| Gerhardus                               | 1329–1368 |
| Theodor                                 | 1368      |
| Matthias Stumpf von Waldeck             | 1417–1427 |
| Heinrich I. Wolff von Sponheim          | 1429–1451 |
| Heinrich II. von Blenich                | 1447–1477 |
| Johannes I. von Breda                   | 1477–1492 |
| Johannes II. aus Trier                  | 1492–1509 |
| Caspar von Breda                        | 1509–1526 |
| Johann Schenen                          | 1526–1544 |
| Petrus von Alff                         | 1544–1548 |
| Johannes IV. aus Kobern                 | 1548–1565 |
| Petrus VI. aus Karweiler                | 1565–1581 |
| Lukas Sehl                              | 1581–1586 |
| Petrus VII. aus Bernkastel              | 1586–1595 |
| Jakob II. aus Güls                      | 1595–1607 |
| Johannes Jodocus Milvius aus Bernkastel | 1607–1624 |
| Johannes V. Lack aus Mainz              | 1624–1632 |
| Aegidius II. Wahl                       | 1632–1634 |
| Johannes Petrus Mertert                 | 1634–1636 |
| Johannes VI. Kalter                     | 1636–1678 |
| Matthias Scholer                        | 1678–1704 |
| Petrus VIII. Questor                    | 1704–1711 |
| Jakob III. Horst                        | 1711–1730 |
| Benedikt Scholer                        | 1730–     |
| Petrus IX. Cremes                       | –1761     |
| Thomas Valentini                        | 1761–1786 |
| Placidus Mannebach                      | 1786–1801 |